# Алма (тауншип, Миннесота)
Алма (англ. Alma) — тауншип в округе Маршалл, Миннесота, США. На 2000 год его население составило 94 человека.

## География
По данным Бюро переписи населения США площадь тауншипа составляет 94,3 км², из которых 94,3 км² занимает суша, a вода составляет 0,03 %.

## Демография
По данным переписи населения 2000 года здесь находились 94 человека, 39 домохозяйств и 23 семьи. Плотность населения —  1,0 чел./км². На территории тауншипа расположено 46 построек со средней плотностью 0,5 построек на один квадратный километр. Расовый состав населения: 98,94 % белых и 1,06 % афроамериканцев.
Из 39 домохозяйств в 33,3 % воспитывались дети до 18 лет, в 59,0 % проживали супружеские пары и в 38,5 % домохозяйств проживали несемейные люди. 35,9 % домохозяйств состояли из одного человека, при том 20,5 % из — одиноких пожилых людей старше 65 лет. Средний размер домохозяйства — 2,41, а семьи — 3,21 человека.
25,5 % населения младше 18 лет, 6,4 % в возрасте от 18 до 24 лет, 21,3 % от 25 до 44, 23,4 % от 45 до 64 и 23,4 % старше 65 лет. Средний возраст — 43 года. На каждые 100 женщин приходилось 104,3 мужчин. На каждые 100 женщин старше 18 приходилось 105,9 мужчин.
Средний годовой доход домохозяйства составлял 36 563 доллара, а средний годовой доход семьи —  53 438 долларов. Средний доход мужчин —  28 125  долларов, в то время как у женщин — 22 083. Доход на душу населения составил 15 793 доллара. За чертой бедности не находилась ни одна семья и 1,1 % всего населения тауншипа.